# Sidney Lee (forfatter)
 Der er for få eller ingen kildehenvisninger i denne artikel, hvilket er et problem. Du kan hjælpe ved at angive troværdige kilder til de påstande, som fremføres i artiklen.

 Denne artikel bør gennemlæses af en person med fagkendskab for at sikre den faglige korrekthed.

 Denne artikel omhandler en forfatter. Opslagsordet har også en anden betydning, se Sidney Lee.
Sir Sidney Lee (5. december 1859 – 3. marts 1926) var en engelsk forfatter og kritiker.
Han var født Solomon Lazarus Lee på 12 Keppel Street, Bloomsbury, London uddannet på City of London School og Balliol College (Oxford), hvor han dimitterede i moderne historie i 1882. Året efter blev han assisterende redaktør på det engelske Dictionary of National Biography. I 1890 blev han medredaktør, og da sir Leslie Stephen trak sig tilbage i 1891 overtog han stillingen som redaktør.
Lee bidrog selv i høj grad til opslagsværket med omkring 800 artikler. Mens han endnu gik på Balliol College, Oxford skrev han to artikler om Shakespearefortolkning som blev trykt i The Gentleman's Magazine, og i 1884 udgav han en bog om Stratford-on-Avon. Hans artikel om Shakespeare i 51. bind (1897) af Dictionary of National Biography blev grundlaget for hans bog Life of William Shakespeare (1898), femte udgave i 1905. 
Lee blev adlet i 1911.

## I litteraturen
I James Joyces Ulysses s. 234 inddrages Sir Sidney Lee i en diskussion om Shakespeares Hamlet. "Hvad siger Mr. Sidney Lee, eller Mr. Simon Lazarus, som nogle højt og helliget forsikrer han hedder, derom?".